# Джоузеф Мерик
Джоузеф Мерик (на английски: Joseph Carey Merrick) е англичанин, станал популярен по света като „Човекът-слон“ поради вродени дефекти. Понякога неправилно е наричан Джон Мерик. Точната диагноза, довела до деформациите му, не е изяснена.
Постоянно прогресиращата му уродливост попречва да си намери нормална работа, той побягва от дома си, където също не среща симпатия и е нает в цирка, където получава прозвището „човекът-слон“. След известно време обаче е захвърлен в непознат град без пари. Над него се смилява хирургът Фредерик Тривс (Frederick Treves), заинтересован от необичайния пациент и готов да му помогне. Той го взима под своя опека и му осигурява стая в Кралската болница в Лондон.
Човекът-слон умира на 27 години при нещастен случай.
През 1980 година излиза филмът „Човекът слон“ (The Elephant Man), режисиран от Дейвид Линч, който е по действителния случай.
Във видеоклипа си „Leave Me Alone“ Майкъл Джаксън танцува заедно с „копие“ на скелета на Джоузеф Мерик, поради дълбокото си уважение към човека-слон.